# Wau Holland
Pour les articles homonymes, voir Holland.
Herwart Holland-Moritz, dit Wau Holland, né le 20 décembre 1951 à Cassel et mort le 29 juillet 2001 des suites d'une attaque d'apoplexie à Bielefeld, est un journaliste et hacker allemand, cofondateur du Chaos Computer Club.

## Biographie
Au début des années 1970, Wau Holland étudie en informatique, mathématiques, politique et électrotechnique à Marbourg. Il est influencé par des écrits de Hans Magnus Enzensberger et lit Karl Marx,.
Vers la fin des années 1970, Wau Holland s'installe à Hambourg et s'impreigne des magazines de contre-culture Humus et Kompost publiés par Werner Pieper (de), ainsi que le Whole Earth Catalog et CoEvolution Quarterly. Il puise également son inspiration dans le Technical American Party (TAP), une infolettre des pirates téléphoniques (phreakers) américains dont il dira qu'elle a été sa « drogue d'initiation ».
Journaliste au Die Tageszeitung (alias taz), il publie des articles au sujet des hackers et phreakers, rend compte du salon des télécommunications de Genève et donne des conseils de lectures sur des sujets aussi variés que l'apiculture ou la production de fausses cartes d'identité.
Si Wau Holland partage les craintes des anarchistes et écologistes de l'époque qui voient dans l'ordinateur un outil au service des dominants, il pense que l'informatique, décentralisée, peut aussi avoir un effet bénéfique sur les individus en leur permettant de construire des usages émancipateurs.
Dans le but de promouvoir cette idée de l'informatique, Wau Hollan et quatre autres personnes se réunissent dans les locaux de la rédaction du taz et, sous le titre « TUWAT, TXT Version », publient une tribune le 1er septembre 1981 appelant les hackers à une réunion à Berlin : « Pour que nous, les Komputerfrieks [fanatiques des ordinateurs], ne nous précipitions plus sans coordination, faisons quelque chose »,. En se structurant, la communauté informelle de hackers prend alors le nom de Chaos Computer Club puis est officiellement fondée en tant qu'organisation en 1984 par Wau Holland et Steffen Wernéry,.
La même année, les deux cofondateurs réalisent le piratage du BTX (de) en détournant une page d'édition du Vidéotex d'une banque. Holland et Wernéry parviennent à détourner près de 135 000 Deutsche Mark mais l'argent est rendu rapidement et l'évènement fait entrer le Chaos Computer Club dans la légende,.
Durant les deux dernières années de sa vie, Wau Holland donne des cours d'informatique à des enfants dans un centre de jeunesse de Iéna,.
En mémoire de son fils, Günter Holland-Moritz crée en 2003 la Fondation Wau Holland (de), une fondation caritative dont les buts sont, entre autres, la défense de la liberté d'information et de communication ou promouvoir le courage moral dans le domaine du numérique.